# Maximiliano de Almeida

Maximiliano de Almeida este un oraș în Rio Grande do Sul (RS), Brazilia.